# 海外需要開拓支援機構
株式会社海外需要開拓支援機構（かいがいじゅようかいたくしえんきこう、英語：Cool Japan Fund Inc.）は、株式会社海外需要開拓支援機構法（略称「クールジャパン法」）に基づき設立された政府と電通などの官民ファンド。特殊会社。
一般には「クールジャパン機構」と呼ばれる。
2022年3月末時点の投資損益が309億円の累積赤字となっており、2022年6月20日に財務省の財政制度等審議会財政投融資分科会により、秋以降業績改善が見込めない場合に、組織の統廃合を念頭に整理すべきだとの提言がなされている。
2023年3月時点で累積赤字は356億円。

## 概要
日本の魅力ある商品・サービスの海外需要開拓に関連する支援・促進を目指し、2013年11月、法律に基づき官民ファンドとして設立された。「日本の魅力」を事業化し、海外需要の獲得につなげるため、「メディア・コンテンツ」「食・サービス」「ファッション・ライフスタイル」「インバウンド」をはじめとする様々な分野でリスクマネーの供給を行っている。

## 投資活動の基本方針
“BtoC”“海外展開”“波及効果”にフォーカスした投資を行うとしており、重視する3つの投資パターンとして①アウトバウンド投資（海外プラットフォーム投資）による現地での日本ビジネス／ブームの創出等）、②インバウンド投資（外資企業との連携による国内投資等）、③国内投資（事業承継・国内事業拡大と海外事業拡大を組み合わせた投資等）を挙げ、グローバルシナジーを創出するとしている。

## 出資
機構には、2019年7月時点で官民が合わせて828億円を出資している（内訳は政府が721億円、民間企業が107億円）。
主な出資者（2019年4月時点、50音順）
（1社5億円、但し一部は1億円）
- ADKマーケティング・ソリューションズ
- ANAホールディングス
- エイチ・ツー・オー リテイリング
- 大垣共立銀行
- 京葉銀行
- JTB
- J.フロント リテイリング
- 商工組合中央金庫
- 大日本印刷
- 太陽生命保険
- 大和証券グループ本社
- 髙島屋
- 電通
- 凸版印刷
- 博報堂DYグループ
- パソナグループ
- バンダイナムコホールディングス
- フジ・メディア・ホールディングス
- みずほ銀行
- 三井住友銀行
- 三井住友信託銀行
- 三越伊勢丹ホールディングス
- LIXILグループ
- 日本国政府（経済産業省）

## 投資基準
投資にあたっては機構内に設置する「海外需要開拓委員会」が評価を行い、投資決定を判断する。また経済産業大臣が業務を監督し、事業年度終了毎に事業評価を行うこととなっている。
投資規模は当初は1件当たり100億円以下の投資を想定している。
機構の投資を受けるにあたっては、下記の基準を満たす事業とされている（詳細は支援基準を参照）。
- 出資を受けようとする企業が満たすべき基準（投資基準）

1. 政策的意義
2. 収益性等の確保
3. 波及効果

- 機構が定める事項

1. 投資事業全体としての長期収益性の確保
2. 目的の範囲内における適切な分散投資
3. 民業補完の徹底、民間資金の確保
4. 民間のノウハウを最大限活用した運用、ガバナンス確保
5. 政府の関係施策等との連携

## 出資案件
- 発足時には、2013年度内にも最初の出資案件を決める予定[7]としていた。
- 2014年
  - 4月[8]
    - 東南アジアでのメディア事業等展開 - スカパーJSAT
    - 東南アジア（シンガポール等）でのジャパンフードタウン事業展開 - 一般社団法人日本外食ベンチャー海外展開推進協会
    - 中華人民共和国（浙江省寧波市）における商業施設展開 - エイチ・ツー・オー リテイリング、杉杉集団有限公司

  - 9月25日
    - 世界に向けて日本のポップカルチャーの魅力を発信するメディア事業およびEC 事業[9] - Tokyo Otaku Mode、3年間で15億円
    - ベトナムにおけるコールドチェーン整備のための物流事業[10] - 日本ロジテム、川崎汽船、7.35億円相当
    - マレーシアにおけるクールジャパン発信の拠点となる商業施設事業（ISETAN The Japan Store）[11] - 三越伊勢丹ホールディングス、9.7億円相当
    - 中国（寧波市）におけるジャパン・エンターテイメント型の大規模商業施設事業[12] - エイチ・ツー・オー リテイリング、杉杉集団有限公司、110億円

  - 10月30日
    - 正規版日本アニメの海外向け動画配信およびEC事業[13] - アニメコンソーシアムジャパン（バンダイナムコホールディングス・アサツー ディ・ケイ・アニプレックスによる新会社）、10億円
    - アジア地域におけるジャパン・エンタテインメント・コンテンツの創造・発信事業[14] - MCIPホールディングス（吉本興業・電通・ドワンゴ・ソニー・ミュージックエンタテインメント・滋慶学園・イオンモールによる新会社）、10億円

  - 12月8日
    - シンガポール（オーチャード地区）におけるジャパンフードタウン事業[15] - 一般社団法人日本外食ベンチャー海外展開推進協会（JAOF）および本事業のサポーターとなる民間企業、7億円
    - 世界主要都市（欧米豪）に日本食の魅力を発信する外食事業[16] - 力の源ホールディングス、出資7億円+融資13億円
- 2015年
  - 2月19日 - ジャパン・コンテンツの海外展開を加速する映像ローカライゼーション事業[17] - イマジカ・ロボット ホールディングス、住友商事、75億円
  - 3月4日 - 海外におけるジャパン・チャンネル事業[18] - スカパーJSAT、44億円
  - 3月30日 - 海外におけるクリエイター人材育成スクール事業[19] - KADOKAWA Contents Academy、4.5億円
  - 4月6日 - 米国における長崎県発「日本茶カフェ」事業[20] - 長崎県の企業を中心とするコ ンソーシアム、2.6億円
  - 11月12日 - パリにおける日本各地の地域産品の欧州展開支援事業[21] - SAS ENIS、1億円
- 2016年
  - 3月23日 - 瀬戸内地域における観光産業活性化のためのファンド[22] - せとうち観光活性化ファンド、10億円
  - 3月25日 - 中東向け日本の「食」・「農」輸出促進支援のためのファンド[23] - Gulf Japan Food Fund、4000万US＄
  - 4月21日、下記の - 外国人旅行者に対応した民泊仲介サービス事業[24] - 百戦錬磨、3億円
  - 6月20日 - 中東における日本の「食」・「小売」の多店舗展開事業[25] - Cipher Investment L.L.C.、3億円
  - 9月9日 - 台湾・中国における日系外食企業向け食材加工事業[26] - アトム、3億円
  - 12月9日 - 革新的ICT ベンチャーの創出・支援を目指すファンド[27] - グローバル・ブレイン、50億円
- 2017年
  - 3月9日 - 「和」の魅力を世界に伝える日本発ファッションブランドの海外事業[28] - フォーティファイブアールピーエムスタジオ、8.2億円
  - 4月27日 - 香港における日本の青果物の輸出販売事業[29] - 農業総合研究所、3.66億円
  - 4月28日 - アジア広域でのライブホール展開事業[30] - Zeppホールネットワーク、50億円
  - 6月15日 - 海外需要開拓を狙うベンチャー企業を支援するファンド[31] - 500 Startups JP, L.P.、11億円
  - 10月3日 - ロンドンにおける日本食文化の魅力を発信する飲食・小売事業[32] - Japan Centre Group Ltd.、3百万ポンド
  - 12月20日 - ASEANにおける中小外食企業の出店支援事業[33] - G-FACTORY、5億円
- 2018年
  - 3月9日 - ミャンマー連邦共和国における地上波放送向けの日本コンテンツ発信事業[34] - 日本国際放送（JIB）、海外通信・放送・郵便事業支援機構（JICT）、Shwe Than Lwin Media Co.,Ltd.（STLM）、17.5億円
  - 3月23日 - 大阪城公園における日本のエンタテインメント発信事業（COOL JAPAN PARK OSAKA）[35] - MBS メディアホールディングス、朝日放送、関西テレビ放送、讀賣テレビ放送、テレビ大阪、エイチ・アイ・エス、JTB、NTTぷらら、KADOKAWA、滋慶、電通、UFI FUTECH、吉本興業、12億円
  - 5月8日 - ヘルスケア・先端テクノロジー分野を中心に世界で活躍できるベンチャー企業の創出・育成を目指すファンド[36] - みやこ京大イノベーション投資事業有限責任組合、10億円
  - 8月3日 - 海外展開を目指す日本の映像コンテンツ制作を支援するファンドを設立[37] - NTTぷらら、YDクリ エイション、文藝春秋、イオンエンターテイメント、51.5億円
  - 10月18日 - 世界に向けて日本の食や地域の魅力を発信する動画配信メディア事業へ出資[38] - Tastemade, Inc.、120.5百万US＄
  - 11月28日 - 日本発次世代繊維素材を用いたアパレル事業へ出資[39] - スパイバー、30億円
- 2019年
  - 4月9日 - インフルエンサーを活用したコンテンツ・マーケティング事業[40] - Clozette Pte. Ltd.、11億円
  - 4月21日 - 国産プラットフォーム事業[41] - 吉本興業、NTTグループ、100億円
  - 6月18日 - 中国での日本酒流通拡大を目的としたワイン卸売事業へ出資[42] - EMW、22億円

## 業務提携先
- 日本貿易振興機構（ジェトロ）[43]
- 放送コンテンツ海外展開促進機構（BEAJ）[44]
- 日本政府観光局（JNTO）[45]
- 九州経済連合会[46]
- 四国経済連合会[47]
- 北海道[48]
- 鳥取県[49]

## クールジャパン推進に関する評価

### 政策評価
2018年5月18日、総務省行政評価局はクールジャパンの推進に関する政策について、「クールジャパン推進に関する政策は、相当程度進展」との全体評価をした上で、一部の施策に対し改善のための勧告を行った。クールジャパン機構への出資については「案件ごとに5年から10年程度の投資期間が想定されていることから、引き続き効果の発現状況を注視」とした。

### 評判
2018年に古谷経衡が投稿した批判文が拡散されたことで、論争が起きた。

## 訴訟
2018年2月13日、元派遣社員の20代女性が、幹部らからセクハラを受けたとして、機構と男性幹部、派遣会社など3人に対し、計2000万円の損害賠償を求める訴えを東京地裁に起こしたと報じられた。クールジャパン機構は「これまで法律事務所の支援の下、関係法令・社内規定等に基づき、適切に対応するとともに、元派遣職員本人と誠実に対話するための機会を設け、話し合いを続けて参りましたが、訴訟提起がなされたとすれば、誠に残念であります。 今後の対応は、訴状を受領次第、検討することとなりますが、引き続き、適切に対応して参ります」との声明を公表した。
2020年3月3日、東京地裁は、上記訴訟の判決で「くじは業務とは無関係の（食事などの）行事への同行を強制するもので違法」と判断、元役員の男性2人にそれぞれ5万円の支払いを命じた。
2021年5月13日、東京高裁は判決で、元役員一人（元CIO）に対する５万円の請求は維持したが、それ以外の元役員、機構、派遣会社に対する請求は棄却した。その後、同判決は最高裁で確定した。